# 摩西会堂
摩西会堂是中国上海现存的两座犹太会堂之一
，位于虹口区提篮桥地区的长阳路62号（靠近舟山路口），现亦在原址修建上海犹太难民纪念馆。

## 歷史變遷
- 1907年，由移居上海的俄罗斯犹太人始建，最初在熙华德路（今长治路），这是阿什肯纳兹犹太人在上海的第一座犹太会堂，堂名是为了纪念最早移居上海的俄罗斯犹太人摩西·格林伯格[5]；
- 1920年代，十月革命后，大批犹太人从俄罗斯涌入上海，摩西会堂需要扩建；
- 1927年，俄罗斯犹太人集资在华德路62号（今长阳路62号）建造了新摩西会堂，这是一座可容纳300人的三层红砖建筑，又称华德路会堂；
- 第二次世界大战期间，曾有上万名欧洲犹太难民聚居在摩西会堂周边的里弄（上海隔都）；
- 1949年前后，上海犹太人陆续离境；
- 1956年摩西会堂关闭。会堂曾先后改作工厂、精神病防治站以及虹口区人民防空办公室等用途；
- 1998年10月，在摩西会堂旧址设立犹太难民在上海纪念馆；
- 2004年，摩西会堂被列为第四批上海市优秀历史建筑；
- 2007年，摩西会堂进行修缮，恢复原貌[6]，並在摩西会堂建立上海犹太难民纪念馆[7]。
- 2014年，摩西会堂被列为上海市文物保护单位[8]。同年9月，罗列有二战期间在上海避难的13,732个犹太人的名单墙揭幕，该名单由隔都出生的索尼娅·穆尔伯格（德语：Sonja Mühlberger）协助整理[9]。
- 2017年，上海犹太难民纪念馆启动扩建，展馆整体面积从原来的1000多平方米扩大到4,000多平方米，展陈文物从150件增加到近1000件。2020年12月8日，扩建后的上海犹太难民纪念馆重新開幕[10]。

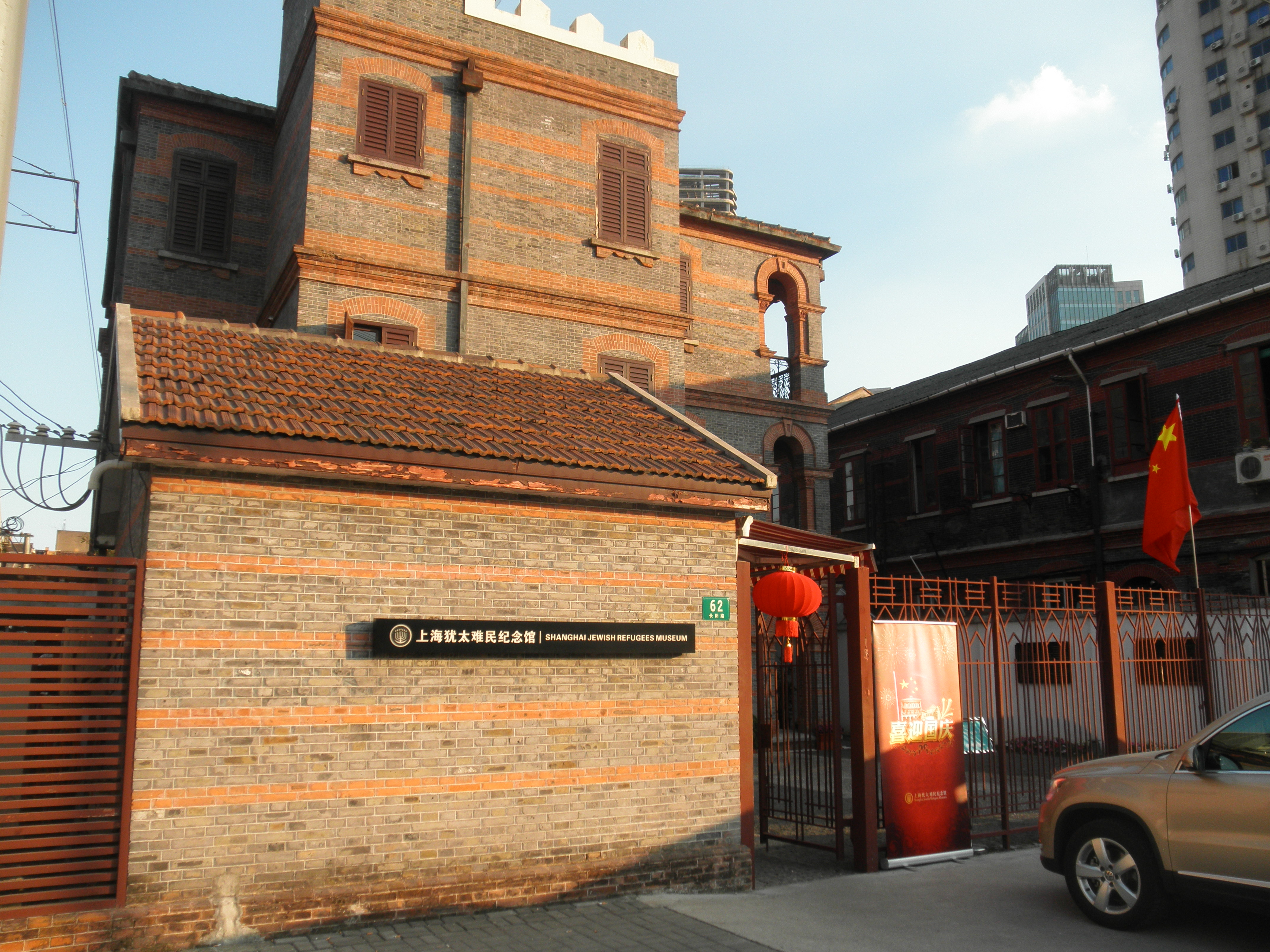
上海犹太难民纪念馆
- 2020年12月8日 上海犹太难民纪念馆完成扩建开馆 “沉浸式”诉说历史往事